# Socket 4
Socket 4 – fizyczna i elektryczna specyfikacja gniazd przeznaczonych dla procesorów Intel Pentium P5 oraz Pentium OverDrive.
Socket 4 był następcą gniazda Socket 3 przeznaczonego dla procesorów klasy 486 (Intel 80486) i zastąpiony został gniazdem Socket 5, ponieważ nie umożliwiał zasilania szybszych procesorów, które wymagały napięcia 3,3 V.